# Набэсима Сигэкадзу
Набэсима Сигэкадзу (яп. 鍋島 茂和, 30 июня 1605 — 2 июня 1664) — японский военачальник княжества Сага периода Эдо, 3-й глава рода Такэо-Набэсима и 22-й владетель Такэо.

## Биография
Родился 30 июня 1605 года в семье Набэсимы Сигэцуны, владетеля Такэо.
В 1637) году вместе с отцом Сигэцуной участвовал в подавлении восстания в Симабаре.

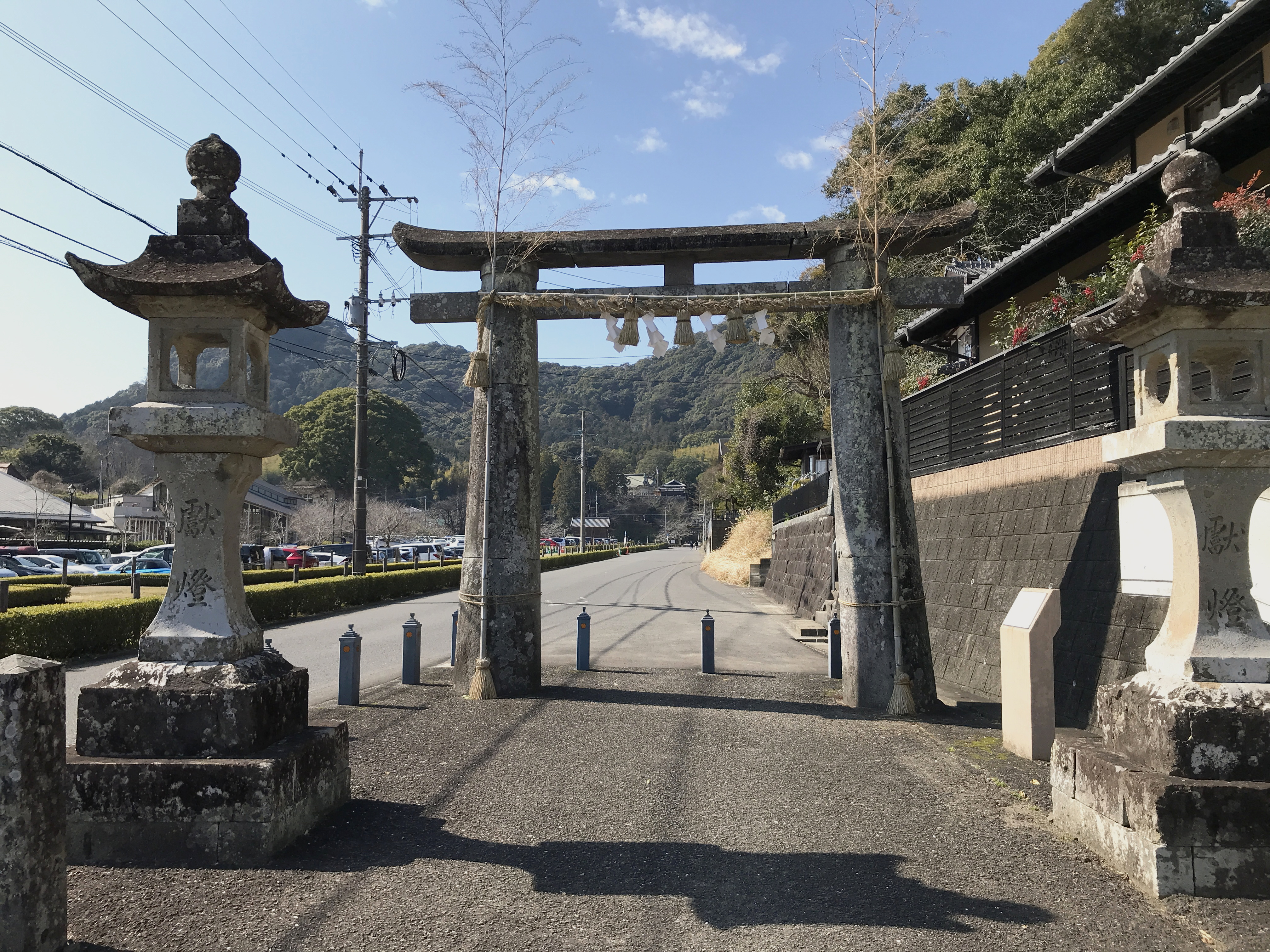
Первые врата тории в Такэо

Точный период наследования главенства семьи неизвестен, но согласно «Ториноко Готё», составленному в 1652 году, Сигэкадзу был назначен на должность укаяку, ответственную за управление делами княжества Сага, вместе с Таку Сигэтоки и Исахаей Сигэдзанэ. Предполагается, что к этому времени он уже унаследовал главенство в семье.
В 1641 году Сигэкадзу возвёл первые врата тории перед храмом Такэо-дзиндзя, которые сейчас являются объектом важного культурного достояния города Такэо.
Когда родился его единственный сын Сигэнори, поскольку его матерью была служанка законной жены (дочери Исахаи Наонори), его тайно воспитывали в Исахае. В 1652 году он был отозван обратно в Такэо, позже в 1662 году Сигэкадзу ушёл в отставку и передал главенство семьи Сигэнори.